# Praderskalan
Praderskalan är ett graderingssystem för att mäta graden av virlisering av kvinnans könsorgan skapad av Andrea Prader. Skalan var ursprungligen femgradig, men den har utökats med normala kvinnliga och manliga könsorgan på respektive sida.   

## Gradering
Graderingen är enligt följande: 
Normalt kvinnliga externa genitalia räknas som grad 0.
Från grad 1 där det kvinnans externa genetalia har klitoromegali till den femte graden, där den genitala virilismen är fullständig, tas i beaktande huruvida blygdläpparna är delvis eller helt sammanväxta, huruvida urinröret sitter utanför slidan, huruvida urinröret sitter längst upp på klitoris, huruvida klitoris är penisartad till utseendet och därför utstående från kroppen, och huruvida blygdläpparna påminner om scrotum.
Normalt manliga externa genitalia räknas som grad 6.